# Hagen (Riegsee)

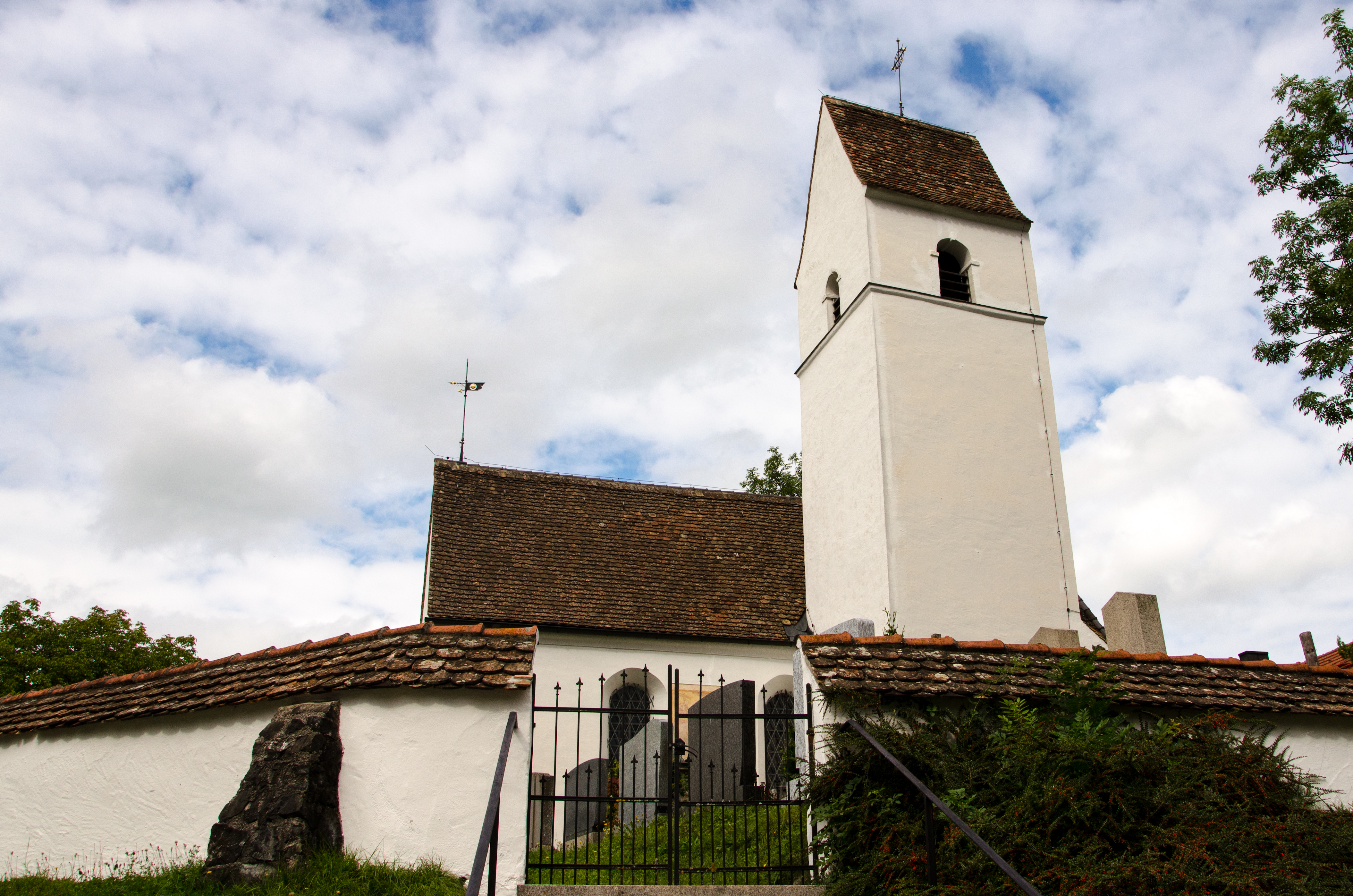
Kirche Sankt Blasius in Hagen

Hagen ist ein Gemeindeteil der Gemeinde Riegsee im oberbayerischen Landkreis Garmisch-Partenkirchen.

## Lage
Das Kirchdorf liegt wenige hundert Meter östlich der Stadtgrenze des Marktes Murnau am Staffelsee und nördlich von Loisach und der Autobahn 95, eingebettet in die Moos- und Moränenlandschaft mit Blick auf die Berge Herzogstand und Heimgarten.

## Geschichte
Aufgrund archäologischer Funde, die bis in die frühe Bronzezeit zurückreichen, kann von einer langen Siedlungsgeschichte ausgegangen werden.
Erstmals schriftlich erwähnt wird Hagen in einer Überlieferung, der zufolge es seit 1177 in Hagen eine Burg gab, von der jedoch keine Bauzeugnisse mehr existieren. Namensgebend für den Ort war eventuell das hier ansässige Rittergeschlecht von Hagen, das 1525 ausstarb, und von dem heute noch ein Grabstein in der Kirche in Hagen zeugt.

## Sehenswürdigkeiten
In Hagen gibt die Kirche St. Blasius, die im barocken Stil, dem sogenannten Jesuiten-Barock, ausgestattet ist.

## Persönlichkeiten
- Ludwig Betzmeir (* 14. Februar 1926 in Murnau), Dekorations- und Bauernmöbelmaler, lebte 24 Jahre in Hagen;
- Siegfried Rauch, Schauspieler, wohnte in den 1950er und 1960er Jahren in Hagen